# (24998) Hermite
Pour les articles homonymes, voir Hermite.
(24998) Hermite (1998 OQ4) est un astéroïde de la ceinture principale découvert le 28 juillet 1998 par Paul G. Comba à Prescott.
Il est nommé en l'honneur du mathématicien français Charles Hermite.